# NGC 7319
NGC 7319は、ステファンの五つ子銀河を構成する渦巻銀河の1つである。ペガスス座に位置する。